# Chef d'état-major de la Marine (Tunisie)
Pour les articles homonymes, voir Chef d'état-major de la Marine.
Le chef d'état-major de la Marine tunisienne est, de par la loi, l’officier militaire de rang le plus élevé de la Marine nationale tunisienne.

## Liste
| Image | Nom                | Début            | Fin              |
| ----- | ------------------ | ---------------- | ---------------- |
|       | Mohamed Khamassi,  | ?                | 1er octobre 2015 |
|       | Abderraouf Atallah | 1er octobre 2015 | 13 mai 2020      |
|       | Adel Jhèn          | 13 mai 2020      | en cours         |